# Barrièrewerking
Barrièrewerking is in de ruimtelijke ordening het onbedoelde negatieve effect van een infrastructuur zoals een weg, een spoorweg of kanaal op de bewegingsvrijheid, doordat die een ongewenste barrière (een langwerpig obstakel) vormt. Niet alleen het object zelf kan een barrière vormen, maar ook de voertuigen erop, die oversteken moeilijk en zelfs gevaarlijk en daarom eventueel verboden maken. Om dit voor de veiligheid te voorkomen worden er vaak nog extra barrières gecreëerd, zoals een sloot of een hek langs een spoorweg. In het geval van een spoorweg door een stad of dorp spreekt men wel van een spoorse doorsnijding.
Hierdoor raken bijvoorbeeld woonkernen (steden of dorpen) en recreatiegebieden versnipperd, wat in meer of mindere mate een negatieve invloed uitoefent op de behoeften van de gemeenschap, groepen in de gemeenschap en relaties tussen deze groepen en individuen. Daarom wordt het een steeds belangrijkere factor in de beoordeling van infrastructurele projecten en ruimtelijke plannen.
Ook wild kan last hebben van het effect wanneer er een weg in hun leefgebied aangelegd wordt.
Naarmate behoeften kunnen worden bevredigd aan de eigen kant van de barrière (er is bijvoorbeeld aan beide kanten een supermarkt) geeft de barrière minder ongemak.

## Meting
Het effect kan worden gemeten aan de hand van ruimtelijke gegevens zoals cijfers en afstandsmaten, maar de metingen baseren zich steeds meer op sociologische data aan de hand van enquêtes.

## Voorbeelden

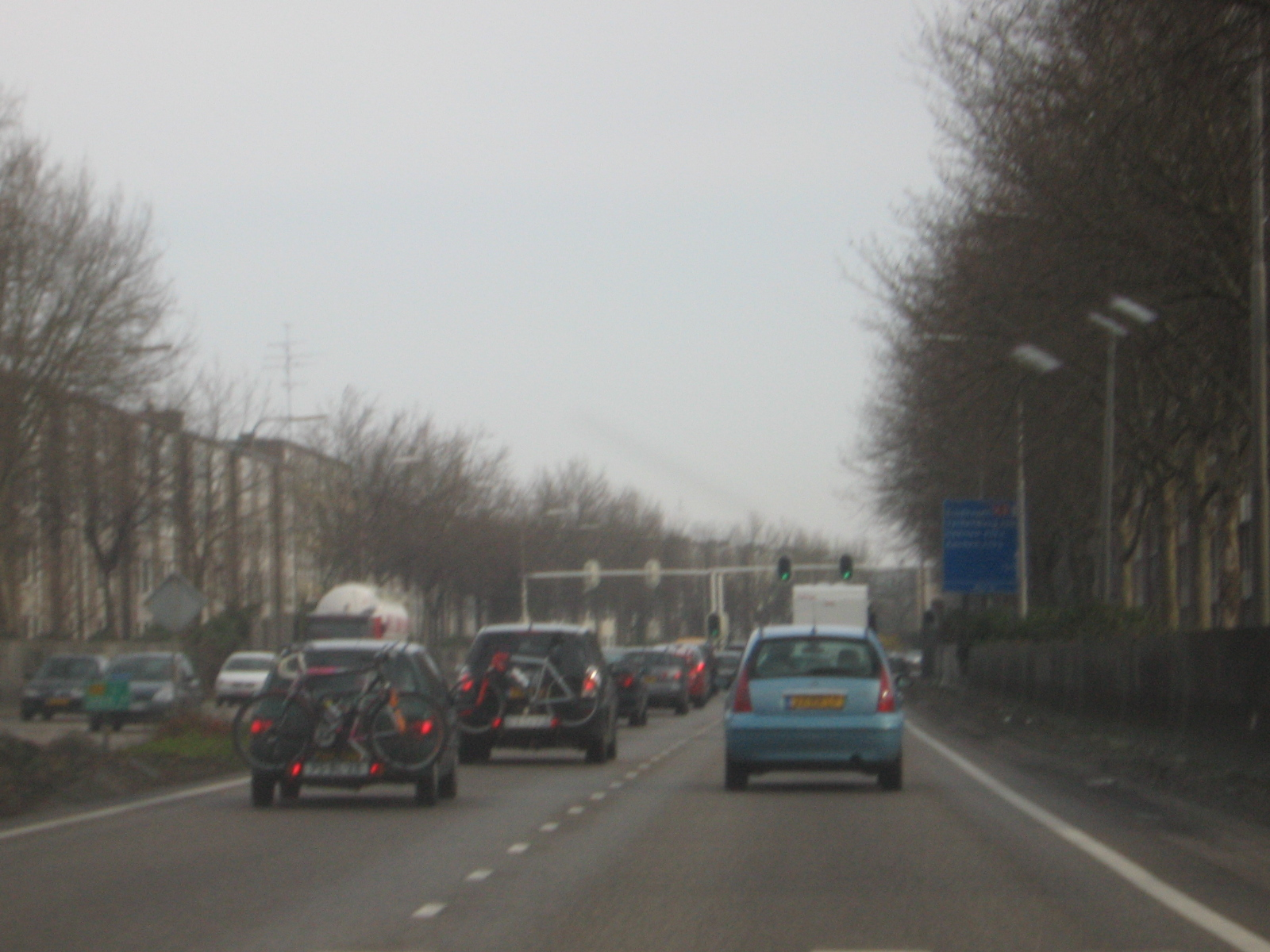
A2/N2 door Maastricht

- Een voorbeeld zijn schoolkinderen die niet alleen naar school mogen lopen vanwege de aanwezigheid van een drukke autoweg die ze over moeten te steken.
- De busbaan die in 2001 is aangelegd in de binnenstad van Utrecht. Omwonenden van de Nobelstraat, een van de straten waarover de baan loopt, klaagden over de moeite die het hun kost om de weg over te steken.
- De A2 die in Maastricht dwars door de stad loopt, vormt eveneens een barrière.
- In landelijke gebieden kunnen reisafstanden sterk veranderen door nieuwe infrastructuur. Voor automobilisten vanuit Tuil of Waardenburg naar de Zaltbommelse binnenstad wilden, verdubbelde de reisafstand, van ruim vijf naar ruim tien kilometer toen de Martinus Nijhoffbrug de oude Waalbrug verving. Te voet of per fiets bleef het ruim vier kilometer.[2] Hemelsbreed is de afstand een kilometer, met het voetveer dat tot in de jaren zestig voer was het twee kilometer.

## Bestrijding
Een "oversteekplaats" van een barrière is bijvoorbeeld een viaduct, brug, tunnel, overweg, of een letterlijke oversteekplaats. Vergeleken met een brug of een tunnel (of een route waarbij men geen spoorweg kruist) heeft een overweg zelf ook min of meer een barrièrewerking, bijvoorbeeld bij lange dichtligtijden.
Wat een barrière vormt is enigszins persoonsgebonden:  voor een kind alleen is een drukke weg eerder een barrière dan voor een volwassene, en een trap is voor mensen in een rolstoel of met een kinderwagen een barrière. Een voorziening voor het oversteken van een barrière (namelijk een water) is verder een veerpont. 
Om barrièrewerking tegen te gaan is bijvoorbeeld in Utrecht de Leidsche Rijntunnel gebouwd, waar bebouwing en een park bovenop komt. Dat de negatieve werking nooit helemaal te elimineren is, blijkt wel uit het feit dat vanwege deze tunnel een bestaande afrit verlegd moest worden: voor sommige automobilisten uit de regio zal de barrière nu groter zijn dan voorheen.
Voor dieren worden wel ecoducten aangelegd. Ecologische verbindingszones moeten versnippering tegengaan, niet alleen voor dieren, maar ook voor planten die bedreigd worden door opdeling in (te) kleine populaties.